# گوانوزین مونوفسفات
گوانوزین مونوفسفات (به انگلیسی: Guanosine monophosphate) با فرمول شیمیایی C۱۰H۱۴N۵O۸P یک ترکیب شیمیایی با شناسه پاب‌کم ۶۸۰۴ است. که جرم مولی آن 363.22 گرم بر مول است.

## گوانوزین
گوانوزین یک نوکلئوزید پورینی است که از اتصال گوانین به قند ریبوزی تشکیل می‌شود. گوانوزین می‌تواند فسفریله شود، گوانوزین مونوفسفات (GMP)، گوانوزین دی‌فسفات (GDP)، گوانوزین تری فسفات (GTP) یا حلقوی شود گوانوزین مونوفسفات حلقوی (cGMP).